# Julia Kristeva
Julia Kristeva (Bulgaars: Юлия Кръстева) (Sliven, 24 juni 1941) is een Franse linguïste, psychoanalytica, schrijfster, filosofe en feministe van Bulgaarse komaf.

## Levensloop
Kristeva studeerde linguïstiek aan de universiteit van Sofia. Op 23-jarige leeftijd verliet ze Bulgarije om naar Parijs te verhuizen. In Parijs kwam ze terecht in de turbulente ontwikkelingen van de jaren zestig. Zij was in 1965 een van de oprichters van het linguïstische en avantgardistische tijdschrift Tel Quel. Hier leerde ze haar latere man Philippe Sollers kennen. In 1974 promoveerde zij op La révolution du langage poétique. Nadat zij bij Jacques Lacan psychoanalyse had gestudeerd, begon ze een eigen psychoanalytische praktijk.
Haar linguïstische en psychoanalytische achtergrond komen samen in het onderscheid dat Julia Kristeva maakt tussen het semiotische en het symbolische. Het symbolische wordt hierbij geassocieerd met de orde, de wetten, terwijl het semiotische staat voor verwerping, revolutie en verandering. Kristeva werkt dit onderscheid uit op de gebieden van de psyche, de taal en de cultuur. Julia Kristeva noemt het semiotische ook wel het vrouwelijke en het symbolische het mannelijke. Dit heeft ermee te maken dat in de eerste levensjaren het lichamelijke contact met de moeder belangrijk is, terwijl in de symbolische orde, waar mannen dominant zijn, vaders wil wet is. Volgens Kristeva wordt er aan het semiotische in de traditionele linguïstiek en psychoanalyse ten onrechte minder aandacht besteed of het wordt zelfs verdrongen. Dit is volgens haar parallel aan de algemene positie van vrouwen in de westerse cultuur. Zij probeert door middel van haar geschriften daar verandering in te brengen.
Eind 1997 kreeg Kristeva zware kritiek in het boek Intellectueel bedrog – Postmodernisme, wetenschap en antiwetenschap van de fysici Alan Sokal en Jean Bricmont. Daarin analyseren zij de teksten van vooral Franse postmoderne intellectuele filosofen, die volgens hen naakt zijn achter hun imposante jargon (zie ook: Sokal-affaire).
Kristeva is als hoogleraar verbonden aan enkele universiteiten in de Verenigde Staten. In 2004 was zij de eerste winnaar van de prestigieuze Holbergprijs.
In 2018 heeft een speciale regeringscommissie in Bulgarije geconcludeerd dat Kristeva begin jaren zeventig als agent gewerkt heeft voor de Bulgaarse geheime dienst. Zij stond geregistreerd onder de codenaam 'Sabina'.

## Werken non-fictie
- 1969 - Semeiotike, recherche pour une sémanalyse
- 1969 - Le Langage, Cet Inconnu (gepubliceerd onder de naam Julie Joyaux en in 1989 vertaald met de titel Language, the Unknown)
- 1970 - La Texte du roman
- 1972 - L'espace de Giotto (Nederlandse vertaling, De vreugde van Giotto, 1984);
- 1974 - La révolution du langage poétique
- 1974 - Des Chinoises
- 1975 - La traversée des signes
- 1977 - Polylogue
- 1979 - Folle Vérité
- 1980 - Pouvoirs de l'horreur. Essai sur l'abjection
- 1982 - 'Semiologie en grammatologie'. In: Krisis Tijdschrift voor actuele filosofie, 1982, issue 2.
- 1983 - Histoires d'amour (Nederlandse vertaling, 1991)
- 1985 - La Révolution du langage poétique. L'avant-garde à la fin du XIXe siècle
- 1985 - Au commencement était l'amour. Psychanalyse et foi (Nederlandse vertaling In den beginne was de liefde - psychoanalyse en geloof door Ton van der Stap en Henk Hillenaar, 1993)
- 1987 - Soleil noir. Dépression et mélancolie
- 1988 - Étrangers à nous-mêmes (Nederlandse vertaling De vreemdeling in onszelf, 1991)
- 1991 - Le vieil homme et les loups (roman)
- 1993 - Les Nouvelles Maladies de l’Âme
- 1998 - L 'avenir d'une révolte (Nederlandse vertaling door Nele Ysebaert, De toekomst van een revolte, 1998)
- 1994 - Le Temps sensible. Proust et l'expérience littéraire
- 1999-2002 - Le Génie féminin, 1. Hannah Arendt, 1999 / 2. Melanie Klein, 2000 / 3. Colette, 2002
- 2001 - Au risque de la pensée
- 2001 - Des Chinoises, Éditions des femmes
- 2005 - La Haine et le pardon
- 2007 - Cet incroyable besoin de croire
- 2007 - Seule, une femme
- 2013 - Pulsions du temps
- 2015 - Du mariage considéré comme un des beaux-arts, met Philippe Sollers
- 2016 - Beauvoir présente
- 2016 - Je me voyage. Mémoires, entretiens met Samuel Dock
- 2020 - Dostoïevski (anthologie)

### Romans
- 1990 - Les Samouraïs
- 1991 - Le Vieil Homme et les loups
- 1996 - Possessions
- 2004 - Meurtre à Byzance
- 2008 - Thérèse mon amour
- 2015 - L'Horloge enchantée

- Bibsys: 90053376
- Biblioteca Nacional de Chile: 000040737
- Biblioteca Nacional de España: XX937321
- Bibliothèque nationale de France: cb11910116q (data)
- Catàleg d'autoritats de noms i títols de Catalunya: 981058512899306706
- CiNii: DA00203879
- Digitale Bibliotheek voor de Nederlandse Letteren: kris003
- Gemeinsame Normdatei: 118778056
- International Standard Name Identifier: 0000 0001 2283 9200
- Library of Congress Control Number: n50045983
- Nationale Bibliotheek van Letland: 000007887
- Bibliotheek van het Japanse parlement: 00446365
- Nationale Bibliotheek van Tsjechië: jn20010309077
- Nationale bibliotheek van Australië: 35283215
- Nationale Bibliotheek van Israël: 987007264150305171
- Nationale Bibliotheek van Polen: a0000001205586
- Nationale en Universitaire bibliotheek Zagreb: 000002567
- Nederlandse Thesaurus van Auteursnamen: 068426070
- Réseau des bibliothèques de Suisse occidentale: 02-A003475218
- Istituto Centrale per il Catalogo Unico: CFIV074894
- LIBRIS: 208167
- SNAC: w6q83js5
- Système universitaire de documentation: 026954192
- Trove: 896676
- Virtual International Authority File: 108172648
- WorldCat: E39PBJhxtFprk6Qdmj3bJh8DMP